# 2022年美國
|        | 美國歷史 \| 美國歷史年表                                                                                                   |
| 世紀： | 20世紀美國 \| 21世紀美國 \| 22世紀美國                                                                                     |
| 年代： | 1990年代美國 \| 2000年代美國 \| 2010年代美國 \| 2020年代美國 \| 2030年代美國 \| 2040年代美國 \| 2050年代美國               |
| 年份： | 2018年美國 \| 2019年美國 \| 2020年美國 \| 2021年美國 \| 2022年美國 \| 2023年美國 \| 2024年美國 \| 2025年美國 \| 2026年美國 |
| 紀年： | 美国独立246周年 |

2022年美國，指的是美國在2022年的時局變化。

## 聯邦政府

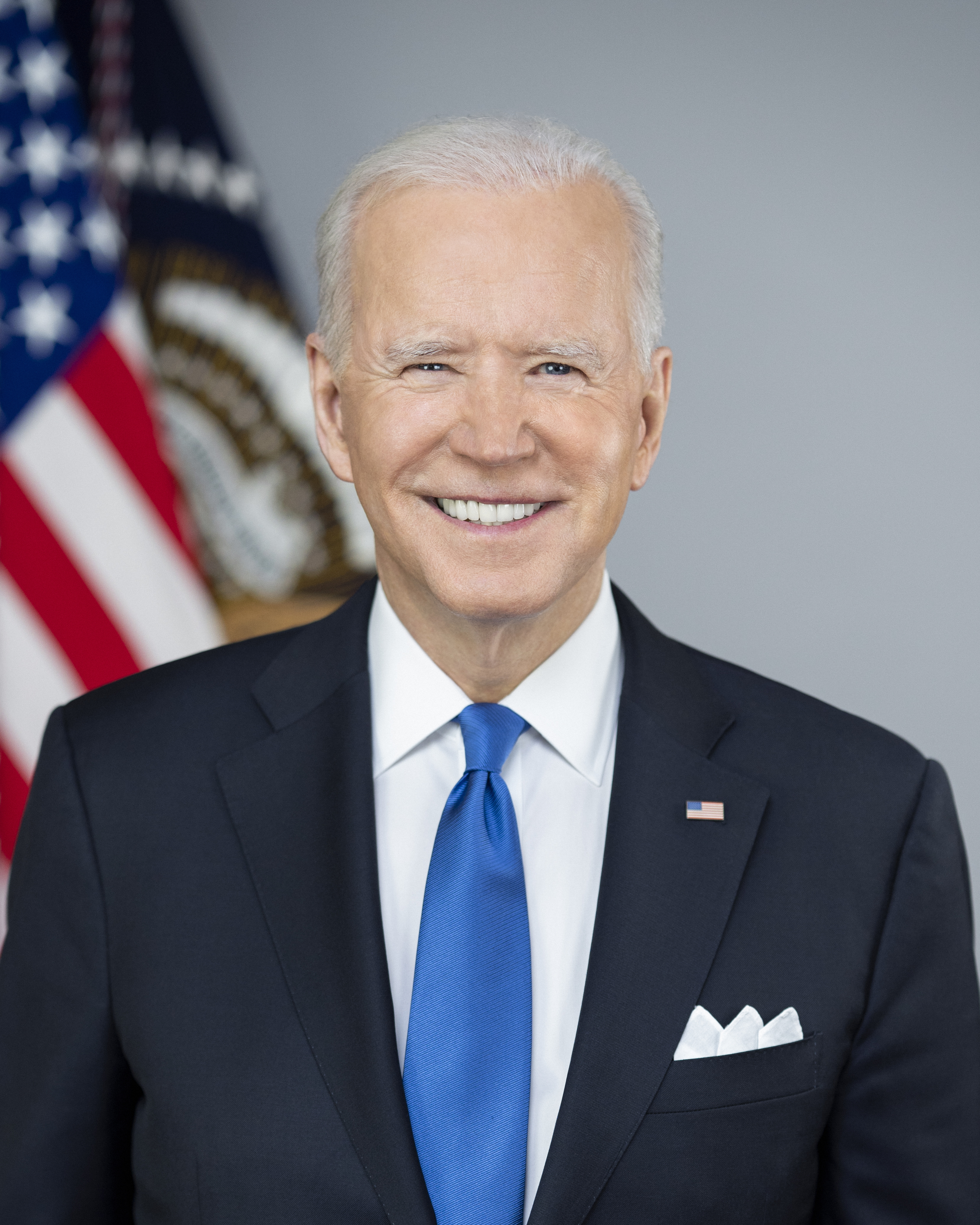
總統：乔·拜登
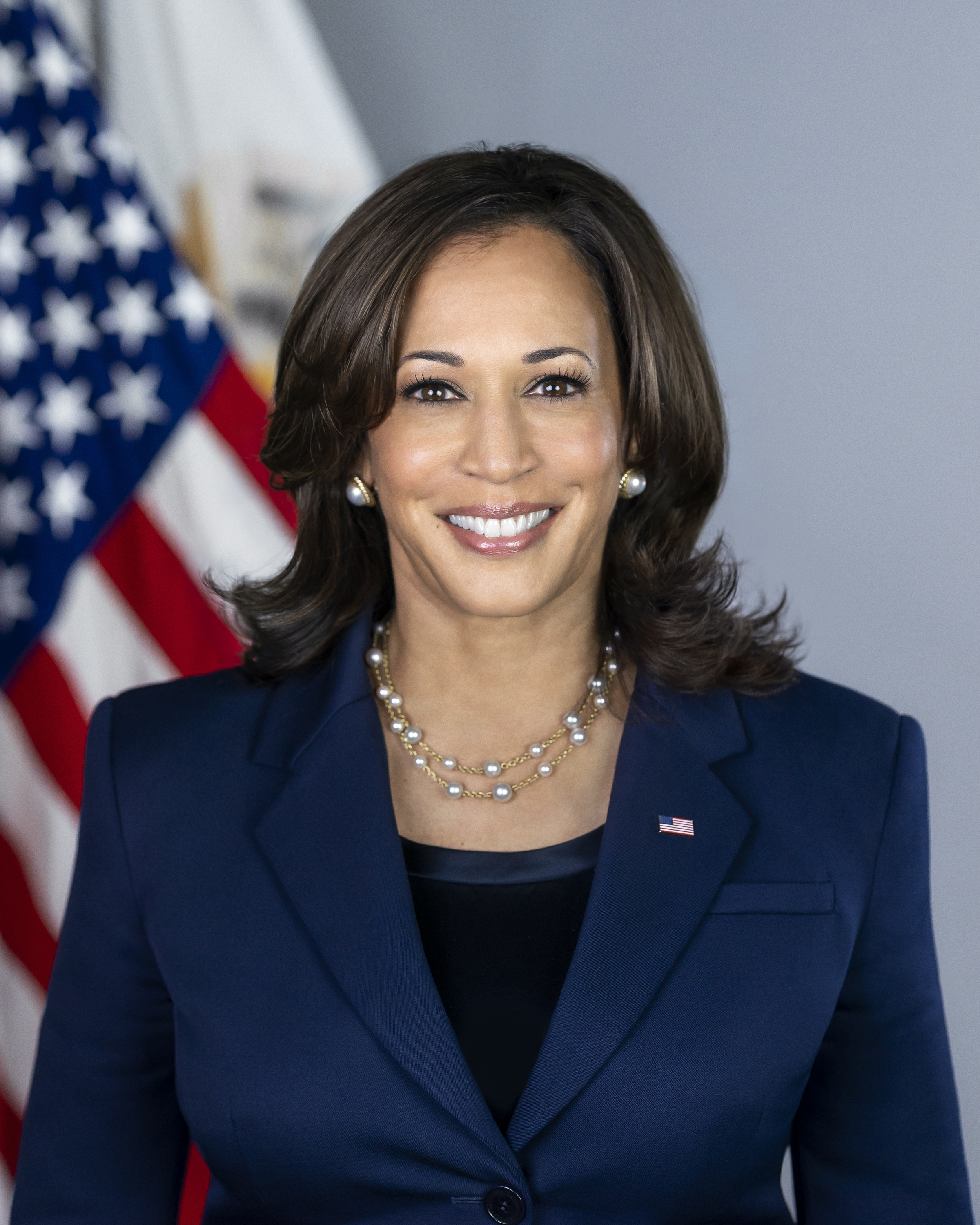
副總統兼參議院議長：賀錦麗
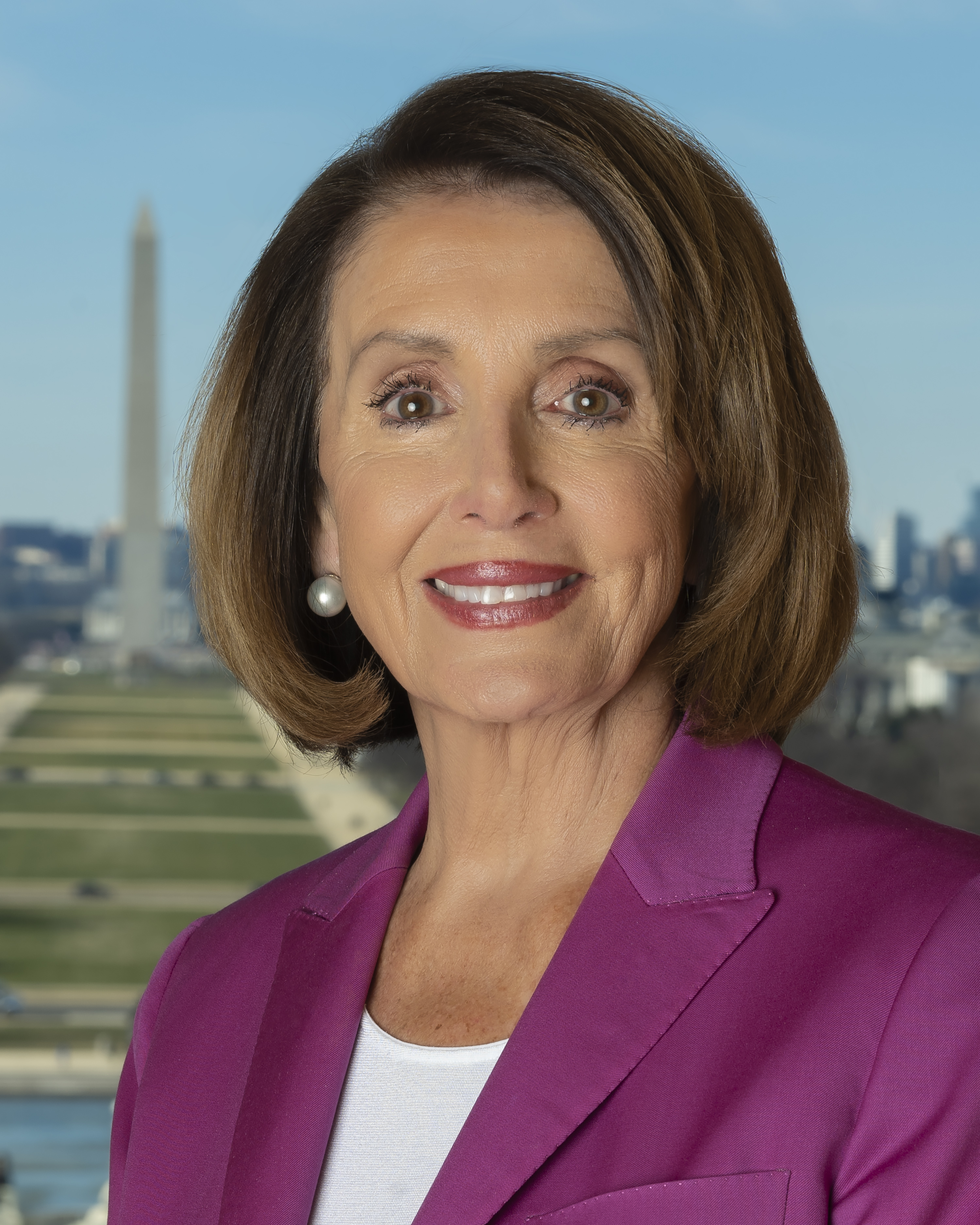
眾議院議長：南希·佩洛西
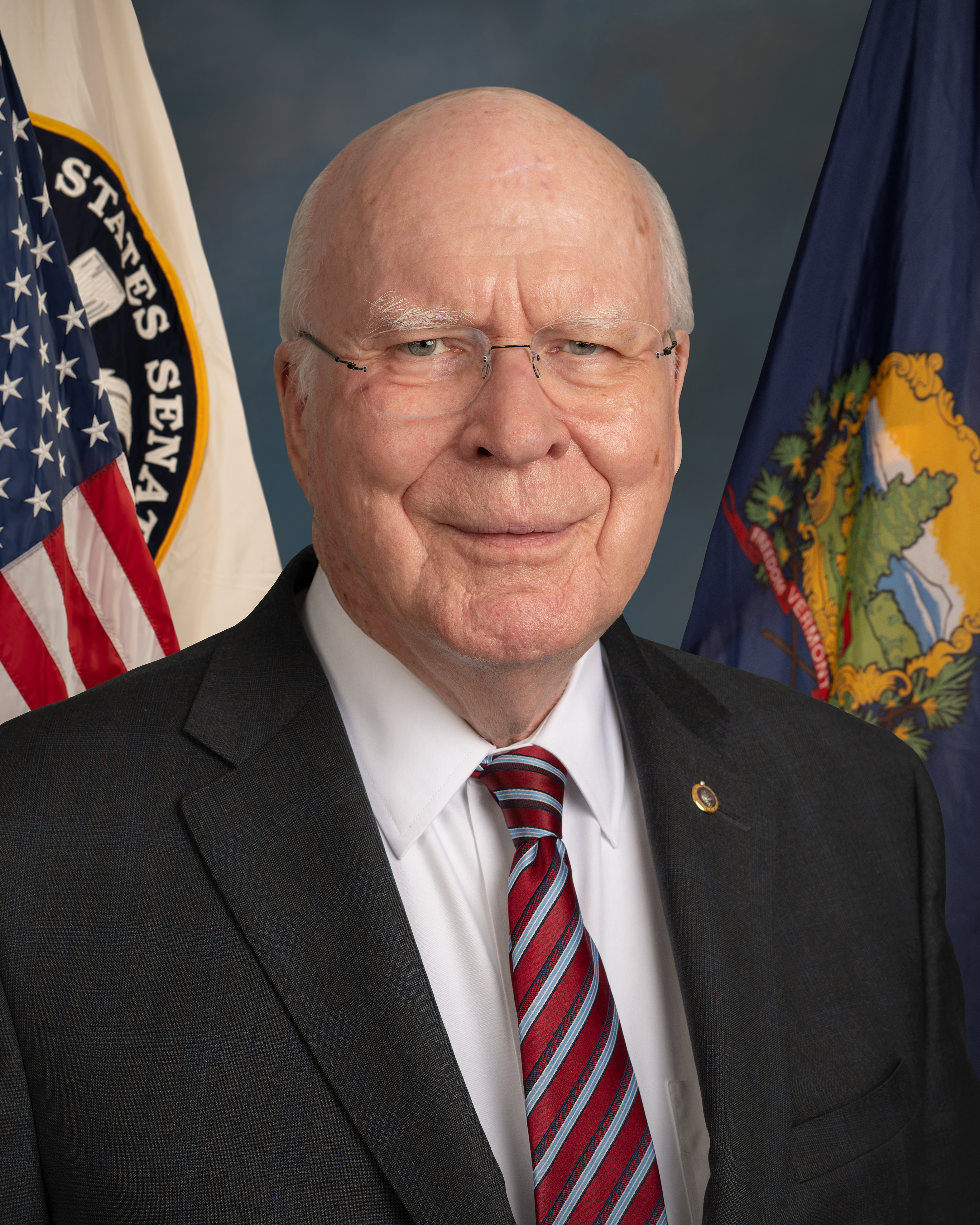
參議院臨時議長：派屈克·萊希
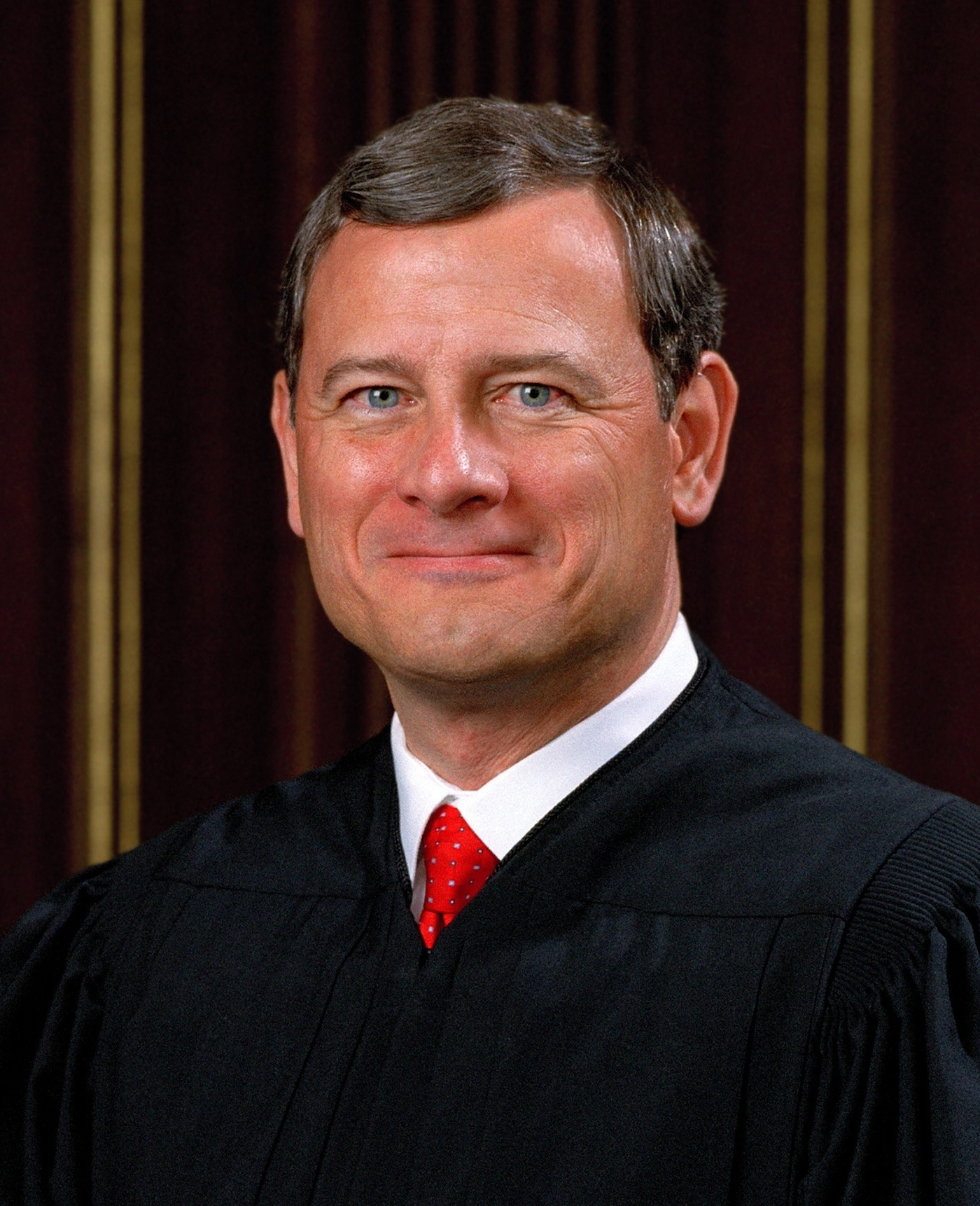
首席大法官：約翰·羅伯茨

## 大事时序

### 1月
- 1月1日，艾瑞克·亞當斯继任比爾·白思豪，担任第110任紐約市市長[1]。
- 1月2日，Twitter以违反COVID-19假消息政策为由，永久封禁了乔治亚州共和党籍众议员马乔丽·泰勒·格林的账号[2]。
- 1月3日，
  - 蘋果公司成为首家市值超3万亿美元的上市公司[3]。
  - 硅谷科技公司Theranos行政总裁伊莉莎白·霍姆斯四项诈骗投资者罪名成立[4]。
  - 在Omicron变异株的推动下，美国单日新增COVID-19病例数首次突破100万，累计病例达1.08亿[5]。
- 1月4日，弗吉尼亚州普降暴风雪，数百人被困华盛顿与里士满之间的95號州際公路[6]。
- 1月5日，宾夕法尼亚州费城一座公寓楼发生大火，12人死亡，2人受伤[7]。
- 1月6日，负责2021年马里科帕县大选计票的公司网络忍者（Cyber Ninjas）被控藐视法庭罪后，宣布关闭[8]。
- 1月7日，艾哈迈德·阿伯里枪击案三名被告人被判终身监禁，不得假释[9]。
- 1月9日，纽约布朗克斯一栋公寓楼发生大火，至少19人遇难，60人受伤[10]。
- 1月10日，
  - 美國鑄幣局宣布发行第一批美国女性25美分硬币。美国诗人马娅·安杰卢成为登上25美分硬币的首位非裔美国人[11]。
  - 马里兰大学医学中心（英语：University of Maryland Medical Center）完成全球首例家猪心脏移植人体手术[12]。
- 1月11日，佛罗里达州举行国会第20选区补选（英语：2022 Florida's 20th congressional district special election），填补阿尔西·黑斯廷斯（英语：Alcee Hastings）2021年4月6日去世后悬空的议席。民主党候选人希拉·切尔菲勒斯-麦考密克（英语：Sheila Cherfilus-McCormick）凭借78%的得票率击败共和党候选人杰森·马连那（Jason Mariner）[13]。
- 1月12日，纽约法官裁定杰弗里·爱泼斯坦事件受害者弗吉尼亚·朱弗尔（英语：Virginia Giuffre）可继续与約克公爵安德魯王子的民事案件，驳回安德鲁王子要求驳回性侵犯案件的指控[14][15]。
- 1月13日，美国最高法院驳回拜登政府要求大型私人企业员工 接种疫苗或接受检测的计划，批准接受联邦医疗保险或聯邦醫療補助的医疗机构强制员工接种疫苗[16]。
- 1月15日，
  - 東加洪阿湯加－洪阿哈阿帕伊島海底火山喷发后，多地发出海啸预警[17]。
  - 德克萨斯州科利维尔（英语：Colleyville, Texas）贝斯以色列犹太会堂（Congregation Beth Israel）爆发人质事件（英语：Colleyville synagogue hostage crisis）。绑匪后来被警方击毙，四人人质获救，无人受伤[18]。
- 1月18日，微软以687亿美元高价收购动视暴雪，创下科技公司最高收购价格[19]。
- 1月19日，拜登政府宣布向公民免费派发4亿只N95口罩[20]。
- 1月21日，罗德岛大学一致投票褫夺鲁迪·朱利安尼及迈克尔·T·弗林荣誉博士学位[21]。
- 1月26日，美国最高法院大法官史蒂芬·布雷耶宣布退休[22]。

### 2月
- 2月3日，Meta Platforms营收报告显示日活跃用户数首次下跌后，公司股价急挫26.4%，其中Facebook市值蒸发2300亿美元，创下美国公司单日损失最高纪录[23]。
- 2月7日，反抗加拿大强制接种疫苗的自由车队示威者堵塞连接安大略省和密歇根州底特律的大使桥，直至四天后的2月11日被当局清场[24]。
- 2月13日，第五十六届超级碗举行，洛杉矶公羊以23-20战胜辛辛那提猛虎，赢得冠军[25]。
- 2月24日，
  - 在俄罗斯全面入侵乌克兰的影响下，道琼斯工业平均指数、纳斯达克和标准普尔500指数全面下挫，国际油价每桶超过100美元，为2014年以来首次破百[26]。
  - 拜登政府宣布对俄罗斯实施严厉的经济制裁[27]。
  - 联邦陪审团裁定谋害乔治·弗洛伊德的三名警官侵犯民权罪名成立[28]。
  - 佛罗里达州议会通过《禁止说同性恋法案》（Don't Say Gay Bill），禁止教师在幼儿园到小学三年级的课堂讨论性取向及性别认同话题[29]。法案于3月28日由佛罗里达州州长罗恩·德桑蒂斯正式签署[30]。
- 2月25日，
  - 拜登总统提名哥伦比亚特区联邦巡回上诉法院法官凯坦吉·布朗·杰克森出任最高法院大法官，接任退休的史蒂芬·布雷耶[31]。
  - 因应乌克兰局势，美国财政部将俄罗斯总统普京、外交部长谢尔盖·拉夫罗夫及其他俄罗斯联邦安全会议成员列入《特别指定国民和被封锁人员》进行制裁[32]。
- 2月26日，美国与盟友宣布将俄罗斯银行移出SWIFT结算系统，同时制裁俄罗斯中央银行及俄罗斯精英[33][34]。

### 3月
- 3月1日，拜登总统发表任内首份国情咨文（英语：2022 State of the Union Address）[35]。
- 3月8日，
  - 骄傲男孩领导人恩里克·塔里奥被控串谋袭击国会[36]。
  - 德克萨斯州律师公会宣布以行为不当为由起诉律师西德尼·鮑威爾，呼吁采取撤销执业资格等纪律处罚措施[37]。
- 3月9日，德克萨斯州北部一名25岁女子起诉达拉斯牛仔老板杰瑞·琼斯（英语：Jerry Jones），声称琼斯向她的母亲付掩口费，让对方向她隐瞒自己的生父身份[38]。
- 3月11日，大陪审团裁定被22名女性指控的休斯敦德克萨斯人四分卫德肖恩·沃森（英语：Deshaun Watson）不存在性不当行为[39]。
- 3月15日，针对俄罗斯入侵乌克兰的行动，参议院一致通过谴责俄罗斯总统普京是战争犯的决议[40]。俄罗斯其后对美国总统乔·拜登、国防部长劳埃德·奥斯汀、前国务卿希拉里·克林顿等人进行制裁[41]。
- 3月18日，
  - 佛罗里达州劳德代尔堡爆发公交车枪击案，2人死亡，2人受伤[42]。
  - 阿拉斯加州单一国会选区众议员、众议院议长唐·扬去世，享寿88岁[43]。
- 3月23日，洛杉矶联合学区宣布解除各学校强制佩戴口罩的命令[44]。
- 3月24日，
  - 科罗拉多州丹佛高海拔赋权球场（英语：Empower Field at Mile High）发生火灾[45]。
  - 紐約市市長艾瑞克·亞當斯向纽约洋基、纽约大都会和布鲁克林篮网等球队未接种疫苗的运动员解除强制接种令。随着强制令解除，控球后卫凯里·欧文可在篮网队主场比赛[46]。
- 3月25日，一名14岁的男孩在佛罗里达州奥兰多国际大道（英语：International Drive）图标公园（Icon Park）蹦极时摔死[47]。
- 3月26日，被加利福尼亚州陪审团裁定谎报外国政治献金的众议员傑夫·福騰伯里宣布辞职[48]。
- 3月27日，第94屆奥斯卡金像奖在洛杉矶杜比剧院举行，典礼由雷吉娜·霍尔、艾米·舒默和旺达·塞克丝联袂主持。夏安·海德导演作品《健听女孩》获得最佳影片，珍·康萍凭借《犬山記》获得最佳导演，威爾·史密斯凭借《王者理查》获最佳男主角，杰西卡·查斯坦凭借《神聖電視台》获最佳女主角[49]。典礼期间，威尔·史密斯冲上舞台扇了基斯·洛克一巴掌，后者曾拿他老婆脱发的问题开玩笑。史密斯后来发声明道歉[50]。根据尼尔森媒体研究（英语：Nielsen Media Research）的数据，典礼电视转播吸引1540万名观众收看，比去年略有提升，但仍是有史以来收视率第二低的一届[51]。
- 3月29日，总统拜登签署《爱默特·提尔反私刑法（英语：Emmett Till Antilynching Act）》，正式将私刑列为联邦罪行。法案以私刑遇难者爱默特·提尔的名字命名[52]。
- 3月30日，
  - 布鲁斯·威利斯宣布因失语症息影[53]。
  - 2022年国际足协世界杯抽签仪式举行，美国国家足球队入选B組，是自2014年巴西世界杯以来的首次亮相[54]。
- 3月31日，美国田纳西州发生山火，波及多地：塞维尔县全体撤离，学校关闭[55]；沃尔斯谷（英语：Wears Valley, Tennessee）的救火行动有2名消防员受伤，5台消防车受损[56]；加特林堡（英语：Gatlinburg, Tennessee）下达撤离令[57]。

### 4月
- 4月1日，
  - 1950年美国人口普查数据公开[58][59]。
  - 亞馬遜公司史泰登岛JFK8仓库员工以2654票支持、2131票反对同意成立亚马逊工会（英语：Amazon worker organization#Amazon Labor Union (2021-2022)），成为亚马逊首个工会[60]。
- 4月3日，
  - 加州萨克拉门托爆发枪击案，6人死亡，12人受伤。3名枪手于次日被抓获[61]。
  - 第64届格莱美奖颁奖典礼在内华达州拉斯维加斯米高梅大花园竞技场举行，乔恩·巴蒂斯特（英语：Jon Batiste）凭借5项大奖领跑[62]。
- 4月5日，伊隆·马斯克获任命为Twitter董事，凭借9.2%的股份成为最大股东[63]。
- 4月7日，
  - 美国参议院一致投票同意禁止进口俄罗斯的石油、天然气和煤炭[64]。
  - 凯坦吉·布朗·杰克森获美国参议院确认，成为最高法院首位黑人女性大法官[65]。
  - 2022年美國職棒大聯盟球季正式开锣。
- 4月8日，
  - 美国电影艺术与科学学院就威尔·史密斯在奥斯卡上掌掴克里斯·洛克的事件作出决定，禁止史密斯参与奥斯卡及其他学院活动，为期10年[66]。
  - 两名密谋（英语：Gretchen Whitmer kidnapping plot）绑架密歇根州州长格雷琴·惠特默的男子获赦免，另两名嫌疑人的判决则悬而未定[67]。
- 4月12日，
  - 纽约地铁BMT第四大道线36街車站爆发枪击案，29人受伤。[68]
  - 俄克拉荷马州州长凯文·斯蒂特签署一项法案，正式将堕胎列为刑事罪行，无论妇女身体状况如何。违反者将会面临最高10万美元的罚款及10年监禁。已经进行的堕胎不受处罚[69]。
  - 纽约州副州长布莱恩·本杰明（英语：Brian Benjamin）因本人被判受贿、串谋进行电汇诈骗、电汇诈骗及亮相伪造记录辞职[70]。
  - 南达科他州检察总长（英语：Attorney General of South Dakota）杰森·拉文斯堡（英语：Jason Ravnsborg）就2020年开车撞死一名行人的事件遭弹劾。杰森最初认为自己撞的是鹿或其他大型动物[71]。
- 4月13日，
  - 肯塔基州议会推翻州长安迪·貝謝爾的否决票，正式通过禁止妊娠15周的孕妇（参照密西西比州的法案）及未成年人进行人工流产的法案[72]。
  - 新墨西哥州鲁伊多索有200间房屋在大火中受损，2人遇难[73]。
- 4月16日，南卡罗来纳州首府哥伦比亚购物中心哥伦比亚中心爆发枪击案，造成14人受伤[74]。
- 4月17日，宾夕法尼亚州匹兹堡爆发枪击案，2人死亡，14人受伤[75]。
- 4月18日，佛罗里达中区联邦地区法院大法官凯瑟琳·金博尔·米泽尔（英语：Kathryn Kimball Mizelle）裁定疾病控制与预防中心未有遵守正确的法规制定程序，正式废除强制在乘坐公共交通时佩戴口罩的联邦命令[76]。
- 4月19日，
  - 佛罗里达州州长罗恩·德桑蒂斯建议州议会撤销華特迪士尼世界度假區自1967年起拥有的土地自治权。外界视为此举意在报复迪士尼反对佛州的《父母教育权法》[77]。
  - 美国国家航空航天局发布《行星科学十年调查》（2023-2032年）计划，宣布发射天王星行星探测器，是1986年以来首次探测该行星[78]。
- 4月20日，Netflix近期流失20万订户的消息传出后，公司股价下跌三分之一。据估计，Netflix在下季度可能会进一步流失200百万订户[79]。
- 4月21日，1990年杀害警察詹姆斯·厄比（James Irby）的卡尔·韦恩·邦提安被执行死刑，以78岁高龄成为德克萨斯州（英语：Capital punishment in Texas）被执行死刑的最年长人士[80]。
- 4月25日，埃隆·马斯克宣布以440亿美元全盘收购Twitter[81]。
- 4月28日，
  - 英属维京群岛总理安德鲁·法伊被迈阿密缉毒警察逮捕，面临走私5公斤（11磅）可卡因进入美国、与他人串谋洗钱的两项指控[82]。
  - 美国经济分析局公布2022年第一季度GDP下降1.4%，是2020年第二季度以来的首次萎缩[83][84][85]。

### 5月
- 5月1日，在2020年俄勒冈州大火（英语：2020 Oregon wildfires）期间关闭的俄勒冈州224号公路（英语：Oregon Route 224）重开[86]。
- 5月2日，
  - 佐治亚州富尔顿县区域法官法妮·威利斯（英语：Fani Willis）召集大陪审团裁定前总统特朗普是否涉嫌向佐治亚州州务卿布拉德·拉芬斯佩格施压，要求推翻佐治亚州的大选结果（英语：2020 United States presidential election in Georgia）[87]。
  - 《政客》泄露最高法院对多布斯诉杰克逊妇女健康组织案的意见草案。该草案由大法官塞繆爾·阿利托撰写，计划以多数票推翻羅訴韋德案的结果，废除宪法对堕胎权的保护[88]。
- 5月3日，
  - 旧金山警察局逮捕一名攀上Salesforce塔楼顶的反堕胎人士[89]。
  - 最高法院大法官約翰·羅伯茨确认前一天遭泄露的意见草案属实，要求美国最高法院执法官（英语：Marshal of the United States Supreme Court）彻查事件[90]。
- 5月4日，美联储将基准利率上调半个百分点，区间在0.75%至1%之间，系2000年5月以来的最大涨幅[91]。
- 5月7日，缅因州参议员蘇珊·柯琳絲因家门外有敦促她在国会支持《妇女健康保护法（英语：Women's Health Protection Act）》的粉笔字报警[92]。然而粉笔字之后继续在她家门外出现[93]。
- 5月8日，位于威斯康星州麦迪逊的威斯康星州家庭行动（Wisconsin Family Action）组织遭抢劫，当局在现场发现燃烧瓶，准备循纵火方向调查[94][95]。
- 5月9日，凯西·怀特越狱案（英语：Casey White prison escape）：4月29日从阿拉巴马州弗洛伦斯的劳德代尔县监狱越狱的凯茜·怀特在印第安纳州埃文斯维尔被抓获，在警方护送下回到阿拉巴马州。协助凯茜越狱的前狱警薇琪·怀特（Vicky White）被捕，但随后吞枪[96]。
- 5月10日，
  - 黄石国家公园附近凌晨发生里氏4.2级地震[97]。
  - 埃隆·马斯克收购推特案：埃隆·马斯克宣布在收购Twitter的工作完成后解封特朗普[98]。
- 5月11日，演员安迪·迪克以涉嫌性殴打的重罪为由在加利福尼亚州橙县的一处露营地被警方逮捕[99]。
- 5月12日，参议院计划通过一项为乌克兰提供紧急援助的跨党派法案，但被肯塔基州共和党参议员兰德·保罗阻止快速投票[100]。
- 5月13日，亚拉巴马州联邦法官驳回了一项法案。该法案将向跨性别未成年人开具青春期阻滞剂及阻滞激素的处方定为刑事罪名[101]。
- 5月14日，
  - 全国多地有民众集会抗议最高法院计划推翻对妇女堕胎权的保护[102]。
  - 纽约州水牛城的Tops超市爆发枪击案，18岁的嫌犯通过Twitch直播犯案（英语：Livestreamed crime）过程，射杀10人。警方怀疑案件为仇恨犯罪[103]。
- 5月15日，
  - 加利福尼亚州拉古纳伍兹一座教堂爆发枪击案，68岁的亚裔嫌犯造成1死5伤[104]。
  - 北卡罗来纳州溫斯頓-撒冷与福賽斯縣爆发三起枪击案，7人受伤[105]。
- 5月16日，
  - 联邦选举委员会诉参议员泰德·克鲁兹案（英语：FEC v. Ted Cruz for Senate）：美国最高法院裁定限制选后以回报自筹竞选资金候选人为目的向竞选活动筹款的金额的麦凯恩-芬戈尔德（英语：Bipartisan Campaign Reform Act）法违宪[106]。
  - 美国COVID-19死亡人数突破100万[107]。
- 5月17日，众议院50年来首次为UFO举行听证会[108]。
- 5月18日，
  - 马萨诸塞州确认猴痘爆发以来美国本土的首个病例[109]。
  - 总统拜登启用《國防生產法》处理国内的婴儿配方奶粉短缺危机（英语：2022 United States infant formula shortage）[110]。
- 5月19日，
  - 能源部宣布一项耗资数十亿美元的项目，鼓励开发二氧化碳去除技术[111][112]。
  - 美国参议院以86票支持、11票反对通过400亿美元的援助乌克兰计划。法案两天后由总统拜登签署生效。[113]
  - 我的枕头（英语：My Pillow）首席执行官迈克·林德尔（英语：Mike Lindell）因滥诉主权投票系统与Smartmatic（英语：Smartmatic），被联邦法官卡尔·尼科尔斯（英语：Carl J. Nichols）制裁[114]。
- 5月20日，密歇根州蓋洛德突发龙卷风，2人死亡，44人受伤，数千户断电，大批房屋受损[115]。
- 5月21日，美国路易斯安那西区联邦地区法院法官罗伯特·R·萨默海斯（英语：Robert R. Summerhays）颁发一项全国范围禁止令，禁止大量州检察长就拜登政府5月23日计划停止美国法典第42卷（英语：Title 42 expulsion）发起起诉，裁定政府不能在面临广泛的法庭挑战时暂停政策[116]。
- 5月23日，因涉嫌多项联邦罪名被联邦调查局调查的加利福尼亚州阿纳海姆市长哈里·西杜（英语：Harry Sidhu）辞职[117]。
- 5月24日，德克萨斯州尤瓦尔迪罗伯小学（Robb Elementary School）发生校园枪击案，造成19名学童及2名成人死亡。18岁嫌犯在与警方交火时身亡[118]。
- 5月25日，推特股东向伊隆·马斯克发起集体诉讼，指控马斯克违反加州公司法操纵市场[119]。
- 5月26日，
  - 罗伯小学学生罢课抗议政府控枪不力[120]。一名遇难教师的丈夫伤心突发心肌梗死去世[121]。
  - 美南浸信会公开了有性虐待行为神职人员的名单[122]。
- 5月27日，
  - 全美步枪协会在德克萨斯州休斯敦召开年会，遭到当地居民反对[123]。
  - 美国国家森林局承认新墨西哥州发生有史以来最严重的两起山火。州长米歇尔·卢汗·格里沙姆（英语：Michelle Lujan Grisham）要求联邦政府负全部责任[124]。
- 5月28日，众议院议长南茜·佩洛西丈夫保罗·佩洛西因酒驾被捕[125]。
- 5月29日，美国司法部宣布独立调查罗伯小学枪击案[126]。
- 5月30日，橡树岭国家实验室宣布推出首台百亿亿次运算（英语：Exascale computing）超级电脑前沿[127]。
- 5月31日，黄石国家公园一名25岁的女游客被野牛撞死[128]。

### 6月
- 6月1日，
  - 刺杀美国总统罗纳德·里根未遂的约翰·欣克利获释[129]。
  - 弗吉尼亚州费尔法克斯县巡回法庭裁定艾梅柏·希尔德诽谤约翰尼·德普，其中希尔德获赔200万美元，德普获赔1500万美元[130]。
  - 俄克拉荷马州塔尔萨一家诊所爆发枪击案，4人死亡，枪手自杀[131][132][133]。
  - 水牛城枪击案凶手佩顿·根德隆被大评审团裁定犯仇恨犯罪和恐怖主义罪[134]。
- 6月2日，
  - 涉嫌诈骗色情演员史多美·丹尼爾的前律师迈克尔·阿维纳蒂（英语：Michael Avenatti）被判四年监禁[135]。
  - 针对哈维·温斯坦的上诉，纽约上诉法院宣布维持因强奸罪被判处2的3年监禁[136]。
  - 有线电视新闻网首席执行官克里斯·利赫特（英语：Chris Licht）发布内部备忘录，宣布公司编辑策略会在未来几个月内产生重大变化，包括在突发新闻标题横幅中使用保守措辞、设立“美国枪支暴力”的内容等[137]。
- 6月3日，因无视1月6日委员会发出的传票，前总统特朗普助手彼得·納瓦羅被联邦大陪审团判处“藐视国会罪”[138][139]。
- 6月4日，
  - 宾夕法尼亚州费城南街夜间爆发枪击案，期间有多名枪手开枪，造成3人死亡，13人受伤[140]。
  - 亚利桑那州凤凰城一购物街爆发枪击案，当时有近100人聚集当地举行派对，随后产生口角引发枪战，造成1人死亡，8人受伤[141]。
- 6月5日，田纳西州查塔努加市区一家酒吧夜间爆发枪击案，造成14人中枪，当中2人死亡。事件是查塔努加两个礼拜内第二起纵欲枪击案[142]。
- 6月6日，
  - 南卡罗来纳州哥伦比亚非营利动物救援组织首席执行官卡罗琳·道恩·彭宁顿（Caroline Dawn Pennington）就警方自她家发现30具动物尸体（28只狗、2只猫）自首。她被控30项非法对待动物罪[143]。
  - 律师托马斯·J·亨利（Thomas J. Henry）代表罗布小学枪击案四名遇难者家属在德克萨斯地区法院提起诉讼，要求没收疑犯的财产[144]。
- 6月7日，
  - 共和党人康妮·康威（英语：Connie Conway）赢得加州国会第22选区补选，接替2022年1月辞任的众议员德温·努涅斯[145]。
  - 旧金山地区检察官（英语：San Francisco District Attorney's Office）博徹思被民众以55.8%的支持率2022年旧金山地区检察官罢免投票（英语：2022 San Francisco District Attorney recall election），市长伦敦·布里德（英语：London Breed）获提名为候任人选[146]。
- 6月8日，
  - 佛罗里达州迈阿密-戴德县通报全美首批奥密克戎BA.4变异株病例，患者系三名在医学实验室工作的员工[147]。
  - 涉嫌谋杀最高法院大法官布雷特·卡瓦諾的加州居民尼古拉斯·约翰·罗斯克（Nicholas John Roske）被捕[148]。
  - 数十名遭性虐待奥运体操运动员的律师计划以联邦调查局干涉性虐待主谋拉里·纳萨尔不力为由索赔10亿美元[149]。
  - 由海军陆战队第3航空联队驾驶的V-22鱼鹰式倾转旋翼机在加州格拉米斯坠毁，5名机组人员全部遇难。
- 6月9日，
  - 马里兰州州长拉里·霍甘公布未来应对COVID-19疫情的计划，重点采用减轻医院压力的治疗手段[150]。
  - 2022年密歇根州州長選舉共和党初选候选人瑞安·凯利（Ryan Kelley）遭联邦调查局逮捕。凯利据称涉及参与2021年美国国会大厦遭冲击事件的轻罪[151]。
  - 最高法院就埃格伯特诉布尔案（英语：Egbert v. Boule）进行裁决，限制民众起诉官员侵犯权利的能力[152]。
  - 据Axios报道，有线电视新闻网（CNN）正在评估特朗普时期出名的主持人能否适应减少党派色彩的编采方针[153]。
  - 马里兰州华盛顿县史密斯伯格镇（英语：Smithsburg, Maryland）发生枪击案，3人死亡，1名枪手受伤[154]。
- 6月10日，拜登政府正式解除国际旅客的COVID-19测试限制[155]。
- 6月11日，
  - 31名爱国者阵线成员因密谋在爱达荷州科达莲市的骄傲游行期间制造骚乱被捕[156]。
  - 大批民众在华盛顿国家广场集会，抗议最近连续发生的枪击案[157]。
- 6月12日，参议院两党议员就立法管制枪支议题达成共事[158]。
- 6月13日，爱达荷州科達蓮警察局长李·怀特（Lee White）收到极右派极端主义警察的死亡威胁，以回应当局于两天前逮捕30多名爱国者阵线成员[159]。
- 6月14日，德克薩斯州第三十四國會選區举行补选。共和党人梅拉·弗洛雷斯（英语：Mayra Flores）以过半票数战胜民主党人丹·桑切斯（Dan Sanchez），接任同年3月31日辞职的小菲莱蒙·维拉（英语：Filemon Vela Jr.）[160]。
- 6月15日，
  - 美国中部及南部遭遇大范围热浪侵袭，部分地区气温高达100 °F（38 °C），数千户停电[161]。
  - 佛罗里达州州长罗恩·德桑蒂斯宣布恢复撤销已70多年的佛罗里达州警卫队（英语：Florida State Guard），由前海军陆战队中校克里斯·格雷厄姆（Chris Graham）出任指挥官[162][163][164]。
  - 美联储董事会同意升息0.75%，创下1994年以来的最高升幅。
- 6月16日，
  - 金州勇士在2022年NBA總決賽第六轮比赛中战胜波士顿凯尔特人，拿下球队八年来第四个冠军。斯蒂芬·库里荣膺总决赛MVP[165]。
  - 道琼斯工业平均指数跌破3万点，创下2021年1月以来最低点。
  - The Verge披露SpaceX员工在公司内网聊天室发布的公开信，批评首席执行官埃隆·马斯克在公共领域的经常让他们分神、尴尬，并对此提出建议[166][167]。
  - 狗狗币投资人以涉嫌層壓式推銷为由起诉马斯克，索赔2580亿美元[168]。
  - 国际足联宣布美国11座球场将举办2026年國際足協世界盃比赛[169]。
  - 脱口秀节目《斯蒂芬·科拜尔晚间秀》制作组成员到国会办公大楼采访议员及工作人员时被到场拘捕，罪名是非法闯入（英语：trespass）[170]。
- 6月17日，
  - SpaceX至少解雇五名在昨日致马斯克公开信中签名的员工[171]。
  - 艾奥瓦州最高法院（英语：Iowa Supreme Court）裁定妇女堕胎权不受法律保护，推翻了2018年的裁决[172]。
  - 密歇根州最高法院（英语：Michigan Supreme Court）驳回拉里·纳萨尔的减刑请求[173]。
  - 在两座公共图书馆写下“诱拐犯”（groomer）字样的马里兰州巴尔的摩人查尔斯·萨瑟兰（Charles Sutherland）因涉嫌恶意破坏财产罪和污损公共建筑的仇恨罪遭逮捕[174]。
  - 英国内政大臣普丽蒂·帕特尔批准将维基解密创办人朱利安·阿桑奇引渡至美国。阿桑奇律师团队表示会上诉[175]。
  - 去年11月遭枪击的牛津高中有20名学生向学区管理层发起联邦诉讼，要求第三方调查枪击案、加强学校保安等[176]。
- 6月18日，美国疾病控制与预防中心正式批准给5岁以下的婴幼儿接种2019冠状病毒病疫苗[177]。
- 6月19日，德克萨斯共和党（英语：Republican Party of Texas）在休斯敦举行三年来的首次党代会。与会代表通过多项引发争议的决议，包括声称总统拜登“非法当选”、完全废除1965年选举法案、宣称同性恋是“不正常的生活方式”、认为“德克萨斯州保留从美国分裂出去的权利”，州议会有权就此提出公投[178][179][180]。
- 6月20日，拜登表示考虑用联邦政府假期（英语：Federal holidays in the United States）解决汽油税问题[181]。
- 6月21日，
  - 最高法院就卡森诉马金案（英语：Carson v. Makin）作出裁决，判定缅因州学费援助计划不覆盖宗教学校违反了美国宪法第一修正案的自由运动条款（英语：Free Exercise Clause）[182]。
  - 南达科他州参议院投票通过总检察长（英语：Attorney General of South Dakota）杰森·拉文斯堡（英语：Jason Ravnsborg）的弹劾案，裁定拉文斯堡即时离职，永久其禁止在南达科他州担任官员。这意味着拉文斯堡成为该州史上首位被弹劾的官员。2020年9月，拉文斯堡在高速公路驾车时撞死55岁行人约瑟夫·博弗（Joseph Boever）[183]。
  - 比尔·考斯比被陪审团裁定于1975年在花花公子大厦对时年16岁的女生朱迪斯·胡斯（Judith "Judy" Huth）实施性侵。考斯比需要向胡斯赔偿50万美元[184]。
  - 尤瓦尔迪市长宣布拆除罗伯小学[185]。
  - RED航空203号班机在迈阿密国际机场紧急坠降[186]。
- 6月22日，前佛罗里达州州长候选人、塔拉哈西市长安德鲁·吉勒姆（英语：Andrew Gillum）被控电汇诈骗（英语：wire fraud）和偽證罪[187]。
- 6月23日，
  - 最高法院就纽约州步枪和手枪协会诉布鲁恩案作出裁决，裁定纽约要求民众在公共场合携带枪支的要求违反美國憲法第二修正案[188]。
  - 最高法院就维加诉泰科案（英语：Vega v. Tekoh）作出裁决，裁定执法部门不受米兰达警告权诉讼影响，理由是米兰达警告权从本质上讲并非宪法规定的权利，而是预防性规定（英语：Prophylactic rule）。该裁决未推翻最高院就1966年米兰达诉亚利桑那州案作出的决定，但民众以违反米兰达警告权为由起诉执法人员的可能性已被大大削减，意味着米兰达案裁决的效力被削弱[189][190]。
  - 联邦调查局突袭前司法部官员杰弗里·克拉克（英语：Jeffrey Clark）住宅，理由是涉嫌推翻2020年大选据俄国。
  - 参议院通过《两党更安全社区法》，是数十年来首个重大的枪支政策改革法[191]。
  - 前杜克大学恶魔男子篮球队（英语：Duke Blue Devils men's basketball）队员保罗·班凯罗在2022年NBA选秀中被奥兰多魔术相中，成为NBA选秀状元[192]。
- 6月24日，
  - 最高法院就多布斯诉杰克逊妇女健康组织案作出裁决，判定妇女堕胎权不受美国宪法保护，推翻了1973年罗诉韦德案和1992年宾州东南部计划生育组织诉凯西案的裁决[193]。
  - 众议院通过《两党更安全社区法》。法案次日由总统拜登签署生效[194][195]。
  - 由于警方使用催泪弹驱散反对罗诉韦德案判决结果及一项教育资金法案的示威者，亚利桑那州参议院进行紧急疏散[196]。
- 6月25日，威斯康星州民主党籍州长托尼·埃弗斯承诺赦免依照1849年州法律犯堕胎罪的人士[197]。
- 6月26日，
  - 华盛顿州塔科马有锐舞派对爆发大规模枪击案，至少8人受伤[198]。
  - 加利福尼亚州圣莫尼卡同意埃隆·马克斯的一个孩子改名改性别[199]。
  - 为参选州长的儿子站台的魯迪·朱利安尼被史泰登岛一家超市的工人袭击[200]。
  - 美铁在加利福尼亚州布伦特伍德一辆汽车相撞，3人死亡、2人受伤。这是美铁在两天内发生的第一起重大事故[201]。
- 6月27日，
  - 最高法院裁定（英语：Kennedy v. Bremerton School District）学校及公共雇主不能管理有宗教信仰的雇员。该判决推翻了1971年雷蒙诉库兹曼案（英语：Lemon v. Kurtzman）的结果[202]。
  - 从洛杉矶前往芝加哥的美铁西南酋長號列車在密苏里州门墩与一辆垃圾车相撞，事发时车上有243名乘客和12名乘务人员，至少3人死亡，50人受伤。这是美铁在两天内发生的第二起重大事故[203]。
  - 德州圣安东尼奥一辆运载非法移民的货柜车至少有46人死亡，16人送往医院[204]。
- 6月28日，
  - 国家教育统计中心（英语：National Center for Education Statistics）发表校园枪击案研究报告，显示2021-2022学年的枪击案已上升到20年来的最高点[205]。
  - 格希萊恩·麥克斯韋爾犯有性交易和性虐待罪，被判20年监禁[206]。
  - 前众议员傑夫·福騰伯里因在竞选活动财务违规事项上向联邦调查局撒谎，被判处两年缓刑[207]。
  - 內布拉斯加州第一國會選區补选举行，共和党人迈克·弗劳德以过半票数战胜民主党人帕蒂·潘辛·布鲁克斯（英语：Patty Pansing Brooks），接任2022年3月31日辞任的傑夫·福騰伯里[208]。
- 6月29日，
  - 最高法院裁定（英语：Oklahoma v. Castro-Huerta）各州可以在印第安人聚居的县起诉不涉及部落的案件，一定程度上推翻2020年麦吉尔特诉俄克拉荷马州案（英语：McGirt v. Oklahoma）的决定[209]。
  - 魯迪·朱利安尼前助理列夫·帕纳斯（英语：Lev Parnas）因违规使用竞选资金被判处20个月监禁[210]。
  - 歌手劳·凯利因联邦性罪行被判30年监禁[211]。
- 6月30日，
  - 最高法院裁定（英语：West Virginia v. EPA）美国国家环境保护局监管发电厂碳排放的能力有限[212]。
  - 最高法院就拜登诉德克萨斯州案（英语：Biden v. Texas）作出裁决，批准拜登政府结束特朗普时期的留在墨西哥（英语：Remain in Mexico）政策[213]。
  - 凯坦吉·布朗·杰克森宣誓就任最高法院大法官，成为首位黑人女性大法官[214]。
  - 经济担忧压力越来越大的情况下，比特币价格回落到1.9万美元[215]。

### 7月
- 7月1日，
  - 因携带大麻油在莫斯科谢列梅捷沃国际机场被捕的WNBA凤凰城水星球员布里特妮·格里纳在莫斯科郊区法院受审[216]。
  - 明尼苏达州批准加入四氢大麻酚的食品医疗上市出售[217]。
- 7月2日，
  - 因处理尤瓦尔迪小学枪击案不当引发争议，尤瓦尔迪警察局长彼得·阿雷东多（Pete Arredondo）辞职[218]。
  - 过去120年被认为灭绝的小轮兰花（英语：Isotria medeoloides）在佛蒙特州出现[219]。
  - 明尼苏达州瓦德奈高地（英语：Vadnais Heights, Minnesota）瓦德奈湖（英语：Vadnais Lake）出现四具浮尸，三具为儿童，一具为女性。警方推测这是一起四人凶杀案[220]。
- 7月3日，密歇根州巴特爾克里克一场航展发生事故，一辆由喷气发动机驱动的卡车失控起火，司机当场身亡[221]。
- 7月4日，
  - 伊利诺伊州海兰帕克的美国独立日巡游爆发群体枪击案，7人死亡，25人受伤[222]。
  - 艾梅柏·希尔德提交一份长达43页的上诉动议，要求推翻特普訴赫德案的结果[223]。
  - 加州州长加文·纽森发出一份特赦令，特赦对象是1990年代射死虐待者、后被判终身监禁的女性[224]。
  - 俄亥俄州阿克伦市长丹·霍里根（英语：Dan Horrigan）取消原定晚上9点举行的独立日庆祝烟火，改为实施宵禁，以防民众抗议一个星期前被警方杀死的黑人男子杰兰德·沃克引发骚乱[225]。
  - MoveOn（英语：MoveOn）一项支持弹劾最高法院大法官克拉倫斯·托馬斯的请愿签名突破100万[226]。
- 7月5日，
  - 国务院任命理查德·内普夫（英语：Richard Nephew）率领打击全球贪腐行为的倡议[227]。
  - 纽约州州长凱西·霍赫爾签署一项法令，将市长对市内学校的控制权延长两年[228]。
- 7月6日，
  - 南卡罗来纳州共和党籍参议员林賽·格雷厄姆就大陪审团发出传票，要求他配合前总统特朗普干涉乔治亚州2020年大选结果刑事调查提出异议。律师发出声明，表示格雷厄姆是调查的证人，不是对象，而维持发出传票会“削弱宪法规定的分权制衡”，特别是有关调查是带政治动机[229]。
  - 纽约一位法官向特朗普集团的前估价师每天罚款1万美元，直至遵守纽约州州检察长发出的传票。此项裁决是对昨日判决的补充，当时州检察长办公室认定集团忽视法庭传票的行为构成藐视法庭[230]。
  - 乔治亚调查局（英语：Georgia Bureau of Investigation）称艾伯特縣的佐治亚引导石于当天凌晨4点遭爆炸袭击，部分受损[231]。
  - 威斯康星州最高法院（英语：Wisconsin Supreme Court）维持威斯康星上诉法院（英语：Wisconsin Court of Appeals）就克里斯图尔·凯泽案（英语：Chrystul Kizer case）自卫问题作出的裁决[232]。
  - 俄羅斯聯邦安全會議副主席德米特里·梅德韦杰夫表示如果美国支持特别法庭对2022年俄罗斯入侵乌克兰的战争罪行提起诉讼、以此“处置我们的资源”，俄罗斯就会收复阿拉斯加州[233][234]。
  - 2019年谋杀尼普西·哈塞尔的埃里克·霍尔德被判一级谋杀罪[235]。
  - 妮琪·米娜的丈夫肯尼斯·佩蒂（Kenneth Petty）因没有登记为性犯罪者（英语：Sex offender registry）被判软禁[236]。
  - 司法部表示正在调查德克萨斯州斥资数十亿美金进行的边境行动是否侵犯公民权[237]。
  - 内华达州奈縣成为全国第一个提供休休尼语的县[238]。
  - 北卡罗来纳州长罗伊·库珀签署行政命令，要求州政府部门不得引渡外州的寻求堕胎人士，以此保护堕胎权利[239]。
  - 德克薩斯州州長格雷格·阿博特批准遣返美墨邊界的非法移民[240]。
  - 支持推翻罗案裁决的最高法院大法官布雷特·卡瓦诺被华盛顿一家餐厅驱赶[241]。
- 7月7日，
  - 杀害非洲裔黑人男子乔治·弗洛伊德的警察德里克·肖万被判25年监禁，在联邦监狱服刑[242]。
  - 67岁的佛州男大卫·乔治·汉农（David George Hannon）向明尼苏达州众议员伊尔汗·奥马尔发出死亡威胁，被联邦法官判处三年缓刑、罚款7000美金[243]。
  - 亚利桑那州州长道格·杜瑟签署法案，禁止近距离录制执法人员执法情况[244]。
  - 州长加文·纽森宣布加州会自产胰岛素[245]。
  - 沙查·巴隆·科恩赢得亚拉巴马州最高法院（英语：Alabama Supreme Court）前首席法官、2017年阿拉巴马州参议员补选共和党候选人罗伊·摩尔提请的两次诉讼[246]。
  - 美国加利福尼亚北区联邦地区法院的乔恩·S·泰格（英语：Jon S. Tigar）恢复《1973年濒危物种法（英语：Endangered Species Act of 1973）》列明的联邦保护。该法此前被特朗普政府撤销[247]。
  - Theranos高管桑尼·巴尔瓦尼（英语：Sunny Balwani）12项欺诈公司病人及投资方的指控成立[248]。
- 7月8日，
  - 威斯康星州最高法院批准将缺席投票放进打开的保管箱，或者递给放票的人。放票的箱子不能上锁，除非有选举官员在场[249]。
  - 马斯克计划正式结束对推特的收购。根据美国证券交易委员会收到的声明，放弃收购的理由是推特未履行合同义务[250][251]。
  - 针对最高法院推翻多布斯诉杰克逊妇女健康组织案的裁决，总统拜登签署行政命令，保护全国的堕胎权利[252]。
- 7月11日，
  - 赛百味向顾客出售混有其他鱼及动物制品的鮪魚，被以欺诈罪起诉[253]。
  - 南加利福尼亚州多家举行免费思樂冰日活动的7-Eleven爆发枪击案[254]。
  - 美国国家航空航天局公开詹姆斯·韦伯太空望远镜的首张照片《韦伯的首次深空》[255]。
  - 马萨诸塞州最高法院（英语：Massachusetts Supreme Judicial Court）裁定选民可以在9月的选举中参加范围扩大的提前选举，或是使用邮寄选票，以此遏制共和党的阻止计划[256]。
- 7月12日，
  - 加州州长加文·纽森签署法案，批准枪支暴力受害者起诉涉案枪支的制造商[257]。
  - 推特向特拉华州衡平法院（英语：Delaware Court of Chancery）起诉马斯克，计划迫使马斯克完成收购行动[258]。
- 7月13日，
  - 随着全美猴痘病例接近1000例，Quest Diagnostics（英语：Quest Diagnostics）宣布在全国范围内开放猴痘检测[259]。
  - 通货膨胀率升至9.1%的新高[260]。
  - 艾梅柏·希尔德对特普訴赫德案的上诉被驳回，法官彭尼·阿兹卡拉特（英语：Penney S. Azcarate）裁定其中一名陪审团的审判资格得到认定[261]。
  - 前总统国家安全事务助理、美国常驻联合国代表列表约翰·博尔顿承认曾计划在其他国家发动政变[262]。
  - 美国人道主义协会（英语：Humane Society of the United States）宣布将弗吉尼亚州坎伯兰（英语：Cumberland, Virginia）一家狗隻繁殖場的4000只小獵犬转移到全国各地的人道主义协会，供有意者领养。该安排在上一周得到联邦法官批准[263]。
- 7月14日，
  - 众议员劳伦·博伯特宣布其拥有的射手烧烤（Shooters Grill）无人接盘，正式结业[264]。
  - 德克萨斯州州检察长肯·帕斯顿（英语：Ken Paxton）起诉美国卫生及公共服务部，理由是卫生部规定医院在母亲生命危险情况下堕胎不符合该州法律要求[265]。
  - 默多夫律师世家（英语：Murdaugh family）成员亚历克斯被控在2021年谋杀妻儿[266]。
  - 西弗吉尼亚州参议员乔·曼钦公开反对拜登政府增加富人税及应对全球变暖。外界认为此举是对拜登政府议程的重大打击[267]。
- 7月15日，国际奥委会宣布向美国原住民运动员约翰·索普（John Thorpe）追授其在1912年夏季奥林匹克运动会中获得、后于1913年以违反规则为由褫夺的金牌[268]。
- 7月16日，国家自杀防治热线正式启用N11号码988，原号码1-800-273-8255作废[269]。
- 7月17日，
  - 印第安纳州格林伍德一购物中心爆发群体枪击案，3人遇害，2人受伤。枪手被合法持枪的路人击毙。[270]
  - 北卡罗来纳州夏洛特喜剧俱乐部Comedy Zone有人开枪，枪手被警方逮捕。[271]
  - 联邦法官发出禁制令，禁止拜登政府执行一项保护LGBT群体免受教育及工作场所歧视的行政令。[272]
- 7月18日，前白宫首席顾问史蒂芬·班农的审讯开庭，班农因无视1月6日特别委员会传唤面临藐视国会的刑事指控。[273]
- 7月19日，
  - 纽约州民主党籍众议员亚历山德里娅·奥卡西奥-科尔特斯、明尼苏达州民主党籍众议员伊尔汗·奥马尔等17名国会议员因参加最高法院大楼前支持堕胎权的抗议活动被捕[274]。
  - 特拉华州衡平法院（英语：Delaware Court of Chancery）接纳推特要求加快对埃隆·马斯克案审讯的排期的请求，计划于10月举行为期五天的审判[275]。
  - 众议院通过《尊重婚姻法案》，从联邦层面保护LGBT群体免受歧视。外界认为此举是针对最高法院大法官克拉倫斯·托馬斯在多布斯诉杰克逊案判决书中质疑奥贝格费尔诉霍奇斯案判决合法性而推出的防御性措施。法案得到47名共和党议员及全体民主党议员通过[276]。
  - 美国疾病控制与预防中心独立顾问小组一致批准诺瓦瓦克斯2019冠状病毒病疫苗投入使用[277]。
- 7月20日，
  - 参议院推出一项两党起草的法案，计划对《选举计数改革和总统过渡改进法案》（Electoral Count Reform and Presidential Transition Improvement Act）和《加强选举安全和保护法》（Enhanced Election Security and Protection Act）进行修改与诠释[278]。
  - 纽约最高法院大法官托马斯·法伯（Thomas Farber）下令鲁迪·朱利安尼接受乔治亚州富尔顿县大陪审团就干预2020年大选结果质询[279]。
  - 针对亚马逊Prime会员日新泽西州一名仓库员工死亡的事件，职业安全与健康局（英语：Occupational Safety and Health Administration）对亚马逊公司启动联邦调查[280]。
  - 佛罗里达州州长罗恩·德桑蒂斯签署法案，批准现役及退伍军人在没有教师资格的情况下申请教职[281]。
- 7月21日,
  - 总统拜登COVID-19检测结果呈阳性，“症状非常轻微”[282]。九天后，拜登再度检测出阳性[283]。
  - 众议院就联邦层面分发避孕工具的法案进行投票，8名共和党人支持[284]。
  - 乔治·弗洛伊德之死四名涉事警察中的托马斯·莱恩（Thomas K. Lane）被判监禁两年半[285]。
  - 美国证券交易委员会指控Coinbase执行长伊山·瓦希（Ishan Wahi）与另外两个人串谋实施电汇诈骗（英语：Mail and wire fraud），是美国加密货币领域首个涉及内幕交易的大案[286]。
  - 绝迹10年后，美国再度出现脊髓灰质炎病例，患者是来自纽约州羅克蘭縣的男子[287]。该病例与英国及以色列两地由疫苗衍生病毒引发的病例有关[288][289]。
  - 2022年纽约州州长选举共和党籍提名人李·澤爾丁在佩林顿举行竞选集会时遭一名男子持刀袭击，佩林顿没有受伤，男子被当场制服[290]。
- 7月22日，
  - 斯蒂芬·班農被判藐视国会罪名成立，是水门事件以来首个起诉成功的藐视国会案[291]。
  - 加州州长加文·纽森签署了参考《德克萨斯心跳法案》的《参议院第1327号法案》，批准对制造、分销、运输或进口攻击性武器或幽灵枪的厂商提起民事诉讼，索要最低1万美元外加律师费的赔偿[292]。
  - 艾奥瓦州马库克塔岩洞州立公园（英语：Maquoketa Caves State Park）的露营地爆发枪击案，枪手在内的3人遇害[293]。
- 7月24日，加州州长纽森宣布遭大火侵袭的優勝美地國家公園进入紧急状态[294]。
- 7月25日，
  - 1989年纽约中央公园慢跑者案中被捕的第六名男性获无罪释放[295]。
  - 罗伯小学校长曼迪·古铁雷斯（Mandy Gutierrez）被尤瓦尔迪综合独立学区（英语：Uvalde Consolidated Independent School District）留薪停职[296]。
- 7月26日，
  - 决定亚历克斯·琼斯赔偿金额的首场听证会举行[297]。
  - 司法部长梅域·加蘭表示正在调查特朗普在国会冲击事件中的行动[298]。
- 7月27日，
  - 参议员乔·曼钦宣布与参议院多数党领袖舒默就税收和气候问题达成协议[299]。
  - 参议院以64票支持、33票反对通过两党制定的《2022年芯片与科技法》，拨款2800亿美金用于发展科技，提升与中国进行国力竞争的实力。款项中的520亿美元用于开发集成电路和半導體製造廠[300]。法案在众议院获得通过，将交由总统拜登签字[301]。
  - 国务卿安東尼·布林肯向俄罗斯方面提出换囚，以维克托·布特交换布里特妮·格里纳和保罗·惠兰[302]。
  - 美联储二度加息0.75%，以应对历史性的通货膨胀（英语：2021–2022 inflation surge）。当天道琼斯工业平均指数、标普500和納斯達克綜合指數持续高开[303]。
  - 乔治·弗洛伊德案涉事警察J·亚历山大·金被判在联邦监狱服刑3年，杜滔被判3年。刑期结束后，两名警察将被监管两年[304]。
  - Meta Platforms宣布公司收入自上市以来首次下降[305]。
- 7月28日，
  - 众议院议长南希·佩洛西计划访台引发台海局势紧张之际，中华人民共和国领导人习近平与美国总统拜登进行视频通话。双方讨论了台湾问题、俄乌战争及全球经济方面的议题[306]。
  - 肯塔基州东部突发洪水（英语：2022 Eastern Kentucky floods），至少25人遇害[307]。
- 7月29日，
  - 科罗拉多州德尔塔县2022年首个西尼罗河病毒病例[308]。
  - 纽约州州长凱西·霍赫爾宣布全州进入猴痘紧急状态。截至当天，纽约州猴痘病例数达1383例[309]。
- 7月31日，
  - 佛州奥兰多一场斗殴引发枪击案，7人受伤后送院治疗，疑犯尚在逃[310]。
  - 5名在威斯康星河划充气船（英语：Tubing (recreation)）的人士被捅伤，1人死亡，4人受伤，嫌犯被捕[311]。

### 8月
- 8月1日，
  - 中央情报局使用无人机击毙基地组织领导人艾曼·扎瓦希里[312]。
  - 一名参与冲击美国国会的男子被判监禁7年，是事件中所有被告的最新刑期[313]。
  - 加州和伊利诺伊州针对猴痘疫情发布紧急状态[314]。
- 8月2日，
  - 众议院议长南希·佩洛西不顾中国及总统拜登方面警告，抵达台湾进行外交访问[315]。
  - 新泽西州以压倒性票数支持维持该州宪法列明的堕胎权[316]。
  - 司法部对爱达荷州发起诉讼，指控该州发布的堕胎禁令违反《紧急医疗和积极劳动法（英语：Emergency Medical Treatment and Active Labor Act）》。在声明中，司法部长加兰称堕胎禁令会阻止医生在母体健康受到威胁的情况下堕胎[317]。
  - 在三名美国国会警察向特朗普提起诉讼、指控特朗普造成他们在国会冲击事件期间受伤的案件中，联邦法官驳回了特朗普的“豁免权”[318]。
  - 参议院以86票支持、11票反对通过《2021年兑现解决复杂毒物承诺法案（英语：Honoring our PACT Act of 2021）》，将烧伤纳入退伍军人的医疗保险覆盖范围。法案正交由总统拜登签署[319]。
- 8月3日，
  - 印第安纳州第二国会选区（英语：Indiana's 2nd congressional district）众议员杰姬·瓦洛斯基（英语：Jackie Walorski）与两名幕僚因车祸身亡[320]。
  - 参议院以95票同意、1票反对批准瑞典和芬兰加入北约的邀请[321]。
- 8月4日，
  - 莫斯科判处此前携带大麻油入境的美国女子篮球运动员布里特妮·格里纳九年有期徒刑[322]。
  - 司法部宣布向布伦娜·泰勒遇害案的四名涉事警察提请联邦指控[323]。
  - 因应猴痘疫情升温，美国宣布全国进入卫生健康紧急状态[324]。
  - 由于拒绝执行堕胎禁令，坦帕州检察官安德鲁·沃伦被佛罗里达州州长罗恩·德桑蒂斯暂停职务[325]。
  - 明尼苏达州布卢明顿美国超市（英语：Mall of America）因枪击案临时关闭[326]。
  - 位于白宫街对面的拉法耶特广场遭雷击，四人严重受伤[327]。
  - 洛杉矶县高级法院（英语：Los Angeles County Superior Court）下令凯文·史派西向《纸牌屋》支付3100万美元费用，此为删除史派西戏份的花费[328]。
- 8月5日，7月就业报告出炉，全美失业率降至3.5%，新增就业岗位52.8万个，远超经济学家预期[329]。
- 8月7日，《2022年降低通胀法案》以51票支持、50票反对在参议院获得通过[330]。
- 8月8日，
  - 加比·佩蒂托家人向犹他州格兰德县摩押警察局提起过失杀人诉讼[331]。
  - 杀害的艾哈迈德·阿伯里麦克迈克尔父子被联邦法庭判处终身监禁[332]。
  - 联邦调查局突袭特朗普的海湖庄园[333]。
- 8月9日，
  - 大陪审团拒绝为70年前假报警导致爱默特·提尔遭遇私刑的卡罗琳·布莱恩特·多纳姆定罪[334]。
  - 拉姆西县理事会与八名被禁止看管德里克·肖万的非裔警察达成庭外和解，同意支付145万美元赔偿[335]。
  - 美国哥伦比亚特区联邦巡回上诉法院三人法官小组一致裁定美國國稅局应将特朗普的税务记录交给美国众议院筹款委员会[336][337]。
  - 明尼蘇達州第一國會選區举行，共和党候选人布拉德·芬斯塔德击败民主党候选人杰夫·艾廷格（英语：Jeff Ettinger），接任2022年2月胃癌去世的吉姆·哈格多恩（英语：Jim Hagedorn）[338]。
- 8月10日，
  - 特朗普引用美國憲法第五修正案拒绝纽约总检察长詹樂霞问话[339]。
  - 消費者物價指數按月升8.5%，低于预期，证明通货膨胀正在减弱[340]。
  - 司法部以密谋暗杀前国家安全顾问约翰·博尔顿为由起诉伊朗公民沙赫拉姆·普尔萨菲（Shahram Poursafi）[341]。
  - 全美猴痘病例突破1万[342]。
  - 科羅拉多州停止对尿布、尿失禁用品及月经产品征收营业税[343]。
- 8月11日，
  - 美國汽車協會宣布全国平均汽油价格降至每加仑4美元以下，为自3月以来首次[344]。
  - 俄亥俄州辛辛那提联邦调查局大楼爆发枪战，执法人员与一名打算闯入大楼的持枪男子对峙。经过几个小时的交涉，嫌疑人被击毙[345]。
  - 司法部长梅域·加蘭申请解除对海湖庄园搜查令的冻结[346]。
  - 鉴于COVID-19不再处于“严重扰乱我们的日常生活”的状态，疾控中心放宽COVID-19防疫标准[347]。
  - 美國郵政署宣布从10月起提高节假日邮寄费，2023年1月恢复正常[348]。
  - 洛杉矶警察局循酒后驾驶方向调查演员安妮·海切的车祸事故，调查行动在第二天海切宣告死亡后撤销[349]。
- 8月12日，
  - 作家薩爾曼·魯西迪在纽约州肖托夸研究所出席采访活动时被一名男子持刀袭击，采访人亨利·里斯也受伤。两人随后被空运至当地医院，拉什迪脖子及手臂有明显刀伤，里斯头部受轻伤。嫌犯被当场逮捕，面临意图谋杀指控[350]。
  - 加州成为全美首个为全部学生提供免费午餐的州份[351]。
  - 司法部成功为海湖庄园的搜查令解除冻结，正式以违反《1917年间谍法》及《总统档案法》为由对特朗普在庄园内私藏核武器文件展开调查[352]。
  - 针对两名员工在仓库死亡的事件，职业安全与健康局（英语：Occupational Safety and Health Administration）第二次对亚马逊公司展开调查[353]。
  - 爱达荷州最高法院与路易斯安那州最高法院决定维持堕胎禁令，其中爱达荷州明确表示禁令自8月25日起施行[354][355]。
  - 美南浸信会表示主要教会正被司法部调查大量出现的性虐待丑闻[356]。
- 8月13日，
  - 因关键管道出现裂痕，五大湖水务局（英语：Great Lakes Water Authority）建议密歇根州23个社区近100万居民煮沸饮用水[357]。
  - 针对海湖庄园搜查行动，特朗普支持者在亚利桑那州凤凰城联邦调查局大楼外示威[358]。
- 8月14日，
  - 马萨诸塞州民主党籍参议员艾德·马基率国会代表团访问台湾[359]。
  - 五名美国公民与另外八人在耶路撒冷的一起枪击案中受伤。以色列媒体表示枪手是来自东耶路撒冷的巴勒斯坦裔年轻人，拥有以色列公民身份[360]。
  - 一名男子驾车撞向国会大厦附近路障后开枪自杀[361]。
  - 犹他州北部及爱达荷州南部民众目击到垂直落入地球大气层的流星体[362]。
  - 伊利诺伊州格尼六旗遊樂園发生枪击案，嫌犯驾车开枪打伤三人，其中两人送院治疗，一人拒绝紧急治疗[363]。
- 8月15日，
  - 美国宾夕法尼亚西区联邦地区法院检察官郑京加起诉宾夕法尼亚州默瑟縣46岁男子亚当·比斯（Adam Bies），罪名是影响、阻碍、报复联邦执法官员[364][365]。
  - 乔治·弗洛伊德案涉事警察J·亚历山大·金和杜滔拒绝认罪。两人案件于2022年10月24日审理[366]。
  - 美国乔治亚北区联邦地区法院法官莉·马丁·梅（英语：Leigh Martin May）驳回参议员林赛·格雷厄姆申请不接受大陪审团询问的要求[367]。
  - Home Run Inn（英语：Home Run Inn）召回1.3万份可能被金属污染的比萨饼。食品安全和检验署表示这批比萨饼的最佳食用日期为2022年12月3日[368]。
  - 卡夫亨氏约5760包可能被清洁溶剂污染的果倍爽饮料[369]。
- 8月16日，
  - 拜登签署《2022年降低通胀法》[370]。
  - 联邦调查局在全国范围内开展代号“越野行动”（Operation Cross Country）的人口贩卖受害者救援行动，共救出200多人，包括84名儿童[371]。
  - 前众议员TJ·考克斯（英语：TJ Cox）涉嫌电汇欺诈及洗钱被捕[372]。
  - 竞逐连任的怀俄明州众议员利茲·切尼在共和党初选中输给特朗普支持的哈丽雅特·哈格曼[373]。
  - 宾夕法尼亚州长汤姆·沃尔夫签署禁止LGBT迴轉治療的行政令[374]。
  - 加州惩教与康复部（英语：California Department of Corrections and Rehabilitation）假释委员会批准1976年乔奇拉绑架案（英语：1976 Chowchilla kidnapping）主犯弗雷德里克·纽霍尔·伍兹四世（Frederick Newhall Woods IV）假释[375]。
- 8月17日，
  - 疾控中心宣布启动全面改革，目标是比以往更快地应对公共卫生危机[376]。
  - 联邦法官克里斯托弗·C·康纳（英语：Christopher C. Conner）要求两名策划儿童换金钱丑闻的法官向受害者赔偿2亿多美金[377]。
  - 联邦法官丹·A·波尔斯特（英语：Dan A. Polster）裁定沃爾格林、CVS药局及沃尔玛须为阿片类药物盛行的俄亥俄州两个县赔偿6.5亿美金[378]。
- 8月18日，
  - 特朗普集团财务总监艾伦·魏塞尔伯格（英语：Allen Weisselberg）对税收违法行为表示认罪[379]。
  - 联邦法官谢丽尔·H·利普曼（英语：Sheryl H. Lipman）裁定星巴克须为要求建立工会的田纳西州员工复职[380]。
- 8月19日，密歇根州一名法官阻止多位县检察官实施堕胎禁令[381]。
- 8月20日，沃尔玛扩大支付员工堕胎费用的范围[382]。
- 8月21日，美国联邦第十一巡回上诉法院的三人法官小组通过林赛·格雷厄姆要求推脱法院传票的上诉[383]。
- 8月22日，
  - 传染病学家安東尼·佛奇宣布年底退休[384]。
  - 特朗普就海湖庄园被搜查事件起诉联邦政府，要求派第三方审查搜查所需的文件[385]。
  - 甲骨文公司遭遇集体诉讼，被控利用监控50亿人的“监控机器”获利[386]。
  - 尤瓦尔迪小学枪击案受害者向执法部门及武器制造商索赔270亿美元[387]。
- 8月23日，
  - 再有两名男子被判串谋绑架密歇根州州长格雷琴·惠特默[388]。
  - 南茜·佩洛西的丈夫保罗因酒后驾车引发车祸被判监禁5天及3年感化令[389][390]。
  - 前路易斯维尔警探凯莉·古德利特（Kelly Goodlett）承认协助伪造导致泰勒被杀的搜查令[391]。
- 8月24日，
  - 拜登宣布向年收入12.5万美元以下或获得佩尔奖学金（英语：Pell Grant）的人士免除1万美金的学生贷款[392]。
  - 针对前总统特朗普缩小两座原住民纪念碑的规模，犹他州向联邦政府发起诉讼，要求恢复原有规模[393]。
  - 联邦法官B·林恩·温米尔（英语：B. Lynn Winmill）裁定爱达荷州的堕胎禁令部分违反联邦法律[394]。
- 8月25日，
  - 加州宣布2035年起禁售汽油车[395]。
  - 两名佛罗里达州居民承认偷走拜登女儿阿什莉·拜登的日记，转卖给真相工程（英语：Project Veritas）[396]。
  - 起诉福斯新闻频道诽谤的主權投票系統动议要求多位主持人接受庭外取证（英语：Deposition (law)），包括塔克·卡森、肖恩·漢尼提和珍妮·皮罗（英语：Jeanine Pirro）[397]。
  - 北达科他州堕胎禁令在生效前一天被法官拦下[398]。
  - 六旗大冒险乐园木制雲霄飛車“埃尔托罗”（El Toro）发生事故，一辆过山车在卸客时突然前冲，造成16名乘客受伤[399]。
- 8月26日，
  - 应联邦法官布鲁斯·莱因哈特（Bruce Reinhart）要求，司法部公开海湖庄园搜查行动宣誓陈述书的修改版[400]。
  - 莫德纳起诉輝瑞及BioNTech联合生产的2019冠状病毒病疫苗侵犯其专利权（英语：patent infringement）。
- 8月29日，
  - 参与国会暴动案的驕傲男孩成员约书亚·普鲁伊特（Joshua Pruitt）被判有期徒刑55个月[401]。
  - 密西西比州杰克逊就水利设施故障引发水压低启动紧急状态令[402]。
  - 加州议会通过《快餐振兴法（英语：California FAST Recovery Act）》，计划以多途径改善快餐从业者的工作条件及薪酬[403]。
- 8月30日，
  - 德州通报一名免疫力低下者死亡猴痘，为全美第一个猴痘死亡病例[404]。
  - 南卡罗来纳州众议院（英语：South Carolina House of Representatives）通过一项法案，正式禁止强奸、乱伦及母亲安全以外的堕胎。案件随后交由参议院审议[405]。
- 8月31日，
  - 民主党人玛丽·佩尔托拉（英语：Mary Peltola）击败前州长莎拉·佩林，赢得2022年阿拉斯加国会大选区补选（英语：2022 Alaska's at-large congressional district special election）[406]。
  - 盖洛普一项民意调查显示抽大麻的美国国民比抽烟多，为史上第一次[407]。
  - 联邦法官詹姆斯·D·彼得森（英语：James D. Peterson）裁定身心有障碍的威斯康星州选民可委派他人代投票[408]。

### 9月
- 9月1日，
  - 联邦法官艾琳·加农（英语：Aileen Cannon）公布了联邦调查局在海湖公园收缴物品的清单[409]。
  - 因袭击国会警察，一名参与国会冲击事件的前纽约警察被判10年监禁[410]。
  - 总统拜登在美國獨立紀念館发表黄金时段电视演讲，大肆批评特朗普及其主义，表示特朗普“注定会让这个国家开倒车”[411]。
- 9月2日，
  - 劳工部公布8月就业报告，显示美国人普遍再进入劳动力市场，失业率则上升到3.7%[412]。
  - 针对星巴克解雇工会（英语：Starbucks unions）组织者，纽约市提起诉讼[413]。
  - 拜登政府宣布COVID-19检测网站暂时停运[414]。
  - Bed Bath & Beyond首席财务官古斯塔沃·阿纳尔（Gustavo Arnal）从纽约伦纳德街56号的自家阳台跳楼自杀[415]。
- 9月3日，
  - 密西西比州图珀洛地区机场（英语：Tupelo Regional Airport）的一名员工偷走一架比奇空中之王（英语：Beechcraft King Air）C90A客机，计划撞向一家沃尔玛超市。经常五个小时的飞行，飞机在一处平地安全降落，员工当场被捕[416]。
- 9月5日，
  - 联邦法官艾琳·加农（英语：Aileen Cannon）批准特朗普聘请特別主事官（英语：special master）来审阅文件[417]。
  - 印第安纳州和乔治亚州爆发洪水，至少1人死亡[418]。
- 9月6日，一名参与国会冲击事件的新墨西哥州法官被解除奥特罗县县长职务，终身无法担任官职[419]。
- 9月7日，
  - 法官凯瑟琳·麦考密克（英语：Kathaleen McCormick）批准马斯克在诉状中加入彼得·扎特科（英语：Peiter Zatko）的指控，但拒绝推迟审判[420]。
  - 白宫揭晓前总统贝拉克·奥巴马、前第一夫人米歇尔·奥巴马的官方像[421]。
  - 密歇根州上诉法庭（英语：Michigan Court of Appeals）法官伊丽莎白·L·萨姆（英语：Elizabeth L. Gleicher）裁定该州1931年颁布的堕胎刑事化法令违宪[422]。
  - 拉斯维加斯警方以涉嫌谋杀调查记者杰夫·日耳曼（英语：Jeff German）为由逮捕克拉克縣公共行政人员罗伯特·泰勒斯（Robert Telles）[423]。
  - 联邦法官裁定《患者保护与平价医疗法案》要求报销HIV预防药物费用的条文违宪[424][425]。
  - 孟菲斯发生一起纵欲枪击案，造成4人死亡、3人受伤。长达四小时的作案过程在Facebook Live（英语：Facebook Live）公开直播[426]。
- 9月8日，
  - 斯蒂芬·班农向纽约检察官承认欺诈罪名[427]。
  - 因应英国女王伊丽莎白二世去世，拜登总统下令全国降半旗10天[428]。
- 9月9日，联邦法官唐纳德·米德布鲁克斯（英语：Donald M. Middlebrooks）驳回特朗普对希拉里·克林顿的诉讼[429]。
- 9月10日，
  - Visa、万事达卡和美國運通宣布单独标记购买枪支的行为，方便当局追踪[430]。
- 9月11日，九一一袭击事件21周年纪念日，拜登总统发表讲话[431]。
- 9月12日，
  - 明尼苏达州有私人诊所护士罢工，为美国史上最大规模[432]。
  - 第74届黄金时段艾美奖在洛杉矶微软剧院举行。典礼由凱南·湯普森主持，《白蓮花大飯店》、《继承之战》和《泰德·拉索：錯棚教練趣事多》成为当晚最大赢家[433]。
  - 司法部针对冲击国会事件发出40张传票[434]。
  - 推特公司股东赞成将公司出售给伊隆·马斯克[435]。
- 9月13日，
  - 伴随着8月通胀报告发布，道琼斯工业平均指数下跌4%，收1276点[436]。
  - 西弗吉尼亚州参众两院通过近乎全面禁止的堕胎法令，待州长吉姆·贾斯蒂斯签字确认[437]。
  - 共和党参议员林賽·格雷厄姆计划立法禁止全国怀孕满15周的妇女堕胎，除非遭到强奸、乱伦、生命威胁[438]。
- 9月14日，
  - 针对可能出现的铁路工人罢工出动，美鐵宣布所有线路暂停运营[439]。
  - 全美房地產抵押贷款利息升至6%，为2008年金融危机首次[440]。
  - 加州当局引用反垄断法及不正当竞争法起诉亚马逊公司[441]。
  - 联邦陪审团裁定说唱歌手劳·凯利犯有持有儿童色情作品罪，赦免其密谋妨碍司法公正罪[442]。
  - 美国最高法院驳回叶史瓦大学要求取缔LGBT学生社团的紧急恳求，理由是学校及社团双方至少还有两条寻求州级法院司法救济的途径[443]。
- 9月15日，
  - 两名满载移民的巴士抵达副总统贺锦丽宅邸前[444]。
  - 联邦调查局宣布逮捕密谋8月30日炸弹袭击波士頓兒童醫院的人士[445]
  - 消費者金融保護局宣布监管“先买后付”的公司[446]。
  - 優步出现信息泄露[447]。
- 9月16日，百老汇最长寿音乐剧《歌劇魅影》将于2023年2月停演[448]。
- 9月17日，
  - 总统拜登前往英国伦敦出席伊丽莎白二世葬礼[449]。
  - 新西兰航空推出往返奥克兰和纽约約翰·甘迺迪國際機場的直航航班[450]。
- 9月18日，
  - 飓风菲欧娜（英语：Hurricane Fiona）吹袭波多黎各，造成当地出现山体滑坡、电力网及其他建筑受损[451]。
  - 18岁少年凯勒·艾林森被SUV司机香侬·布兰特（Shannon Bradt）开车撞死，布兰特称他加入了“共和党极端组织”[452]。
- 9月19日，
  - 美国向塔利班政府交出美国毒贩巴希尔·努尔扎伊（英语：Bashir Noorzai）。以换取军事承包商马克·弗里里希斯（英语：Mark Frerichs）自由[453]。
  - 李海敏遇害案（英语：Killing of Hae Min Lee）嫌疑人阿德南·赛义德被撤销定罪，法庭裁定证据不足、罪犯另有其人[454][455][456]。
- 9月20日，马萨葡萄园岛的移民向州长罗恩·德桑蒂斯提请集体诉讼[457][458]。
- 9月21日，
  - 纽约总检察长詹樂霞以民事诈骗罪起诉特朗普、小特朗普、埃里克、伊万卡及特朗普集團，要求赔偿2.5亿美元[459]。
  - 拜登总统在联合国大会一般性辩论上批评普京入侵乌克兰的行动违反《联合国宪章》[460]。
  - 面对持续攀升的通胀压力，美联储第三次加息0.75%[461]。
  - 因应国会冲击事件，众议院计划修订《选举计数法》[462]。
- 美国联邦第十一巡回上诉法院的三人法官小组裁定司法部可以获取海湖庄园搜查行动中的机密文件[463]。
- 9月22日，
  - 乔治·弗洛伊德案涉事警察托马斯·朗恩犯教唆协助误杀罪，被判3年监禁[464]。
  - 聯邦快遞宣布上调运费，幅度约为7-8%[465]。
  - 联邦法官黛安·休梅特瓦（英语：Diane Humetewa）裁定1月6日委员会向亚利桑那共和党（英语：Arizona Republican Party）主席凱利·沃德（英语：Kelli Ward）及其丈夫发出的传票有效[466]。
- 9月24日，宾夕法尼亚州西米夫林（英语：West Mifflin, Pennsylvania）肯尼伍德（英语：Kennywood）游乐场发生枪击案，3人中枪[467]。
- 9月25日，佛罗里达州坦帕的出奇老鼠发生枪击案，所幸无人受伤，3人枪手被捕[468]。
- 9月26日，美国航空航天局的雙小行星改道測試成功撞击小行星[469]。
- 9月27日，舊金山國際機場空乘及飞机餐工人发动罢工。随着劳资双方达成暂定协定，罢工行动于9月29日结束[470][471]。
- 9月28日，四级飓风伊恩登陆佛罗里达州麥爾茲堡[472]。
- 9月29日，
  - 海兰帕克游行枪击案受害者家属向凶器制造商、两家枪店、枪手父亲及枪手本身提起诉讼[473]。
  - 教育部部分撤回早前减免学费贷款的决定[474]。

### 10月
- 10月1日，萤火虫太空从加州范登堡太空軍基地发射一系列小卫星[475]。
- 10月3日，
  - 名媛金·卡戴珊起诉美国证券交易委员会，指控对方没有监管在她Instagram帐号出现的加密货币广告，要求赔偿100万美元[476]。
  - 五金企业史丹利百得裁减1000个职位[477]。
  - 开启2022年会期的美国最高法院公布列入新会期待审案件目录（英语：docket）的案件，我的枕头（英语：My Pillow）首席执行官迈克·林德尔（英语：Mike Lindell）诽谤主权投票系统的案件遭驳回[478]。同样被驳回的还有一起要求撤回特朗普政府2018年撞火槍托禁令的案件[479]。
- 10月5日，美国联邦第五巡回上诉法院合议庭裁定童年入境者暫緩遣返手續政策不合法，但对近60万名移民采取的措施维持不变[480]。
- 10月6日，
  - 总统拜登赦免所有单纯持有大麻的联邦罪行[481]。
  - 联邦法官埃米特·G·沙利文（英语：Emmet G. Sullivan）裁定美国邮政署长路易斯·德乔伊在2020年美國總統選舉前夕进行的改革妨碍邮件寄送业务。该案长达65页的裁决书列出一些对策，防止德乔伊再度进行类似的改革[482]。
- 10月7日，
  - 针对尤瓦尔迪小学枪击案，尤瓦尔迪综合独立学区（英语：Uvalde Consolidated Independent School District）宣布暂停学区内所有警察的职务。学区教育长随后请辞[483]。
  - 亚利桑那州上诉法院（英语：Arizona Court of Appeals）宣布暂缓实施堕胎禁令[484]。
- 10月10日，种族主义言论录音被曝光的洛杉矶市议会（英语：Los Angeles City Council）主席努里·马丁内斯（英语：Nury Martinez）请辞[485]。
- 10月11日，美国航空航天局确认雙小行星改道測試完成最终目标，小行星双卫一被撞离轨道23分钟，比预期多10分钟[486]。
- 10月12日，康涅狄格州陪审团要求亚历克斯·琼斯就散播桑迪胡克小学枪击案阴谋论向受害者家属赔偿9.65亿美元，是该州史上数额最大的赔偿金[487]。
- 10月13日，
  - 面对居高不下的通胀压力，社会保障署表示2023年起社会保障和补充保障收入将增加8.7%，是1981年11.2%以来的最高增幅[488]。
  - 最高法院拒绝特朗普要求干涉聯邦調查局搜查海湖莊園的请求[489]。
  - 佛罗里达州陪审团建议判处2018年佛罗里达校园枪击案主犯尼古拉斯·克鲁兹终身监禁，而不是定罪审判中提出的死刑[490]。
  - 美國眾議院1月6日襲擊事件特別委員會在中期选举前夕召开最后一场公开听证会[491]。
  - 联邦政府针对马斯克收购Twitter的行为展开调查[492]。
  - 阿拉斯加渔业与休闲捕鱼局（英语：Alaska Department of Fish and Game）叫停原定于冬季在白令海举行的雪蟹季活动，为史上第一次叫停[493]。
  - 北卡罗来纳州罗利郊区发生枪击案，5人死亡，2人受伤[494]，身负重伤的嫌犯在警方的围困附近住宅的行动中被捕[495]。
- 10月17日，
  - 肯伊·威斯特宣布购买社交媒体平台Parler[496]。
  - 总统拜登宣布学贷减免申请平台上线[497]。
- 10月18日，科學和技術政策辦公室启动应对全球变暖的五年计划，计划将太阳光反射到地球以外[498]。
- 10月21日，联邦法官卡尔·尼科尔斯（英语：Carl J. Nichols）裁定斯蒂芬·班農故意不服从1月6日委员会传唤，判处4个月监禁，罚款6500美元[499]。
- 10月22日，联邦法官亨利·奥特里（英语：Henry Autrey）向拜登总统的学贷减免计划发出暂缓执行令[500]。
- 10月24日，
  - 牛津高中枪击案嫌犯伊桑·克拉布利（Ethan Crumbley）对24项指控表示认罪，包括谋杀、谋杀未遂、枪支重罪和恐怖主义[501]。
  - 中央视觉与表演艺术高中爆发枪击案，2人死亡，枪手自杀[502]。
- 10月26日，密歇根州陪审团裁定三名密谋绑架州长格雷琴·惠特默的人士有罪[503]。
- 10月27日，埃隆·马斯克以440万美元完成对Twitter的收购案[504]。

### 11月
- 11月2日，
  - 美联储将利率从0.75%上调至3.75-4%，创下2008年金融危机以来的最高升幅[505]。
  - 2018年佛罗里达校园枪击案枪手尼古拉斯·克鲁兹被判34项终身监禁[506]。
- 11月11日，FTX宣告破产[507]。
- 11月12日，达拉斯航展发生撞机事故，共造成6人死亡[508]。
- 11月13日，弗吉尼亚大学爆发群体枪击案，造成3人死亡、2人受伤[509]。
- 11月14日，美國運輸部对六家严重推延乘客退款申请的航空公司罚款725亿美元[510]。
- 11月15日，
  - 富尔顿县一家法院推翻乔治亚州的堕胎禁令[511]。
  - 联邦法官埃米特·G·沙利文（英语：Emmet G. Sullivan）裁定第42条法案违反《行政程序法（英语：Administrative Procedure Act (United States)）》，即日起不再生效[512]。
  - 特朗普宣布参加2024年美國總統選舉[513]。
- 11月16日，
  - 历经数次延宕，美国国家航空航天局的阿提米絲1號成功发射[514]。
  - 美国食品药品监督管理局批准培植肉上市[515]。
- 11月17日，美国国家航空航天局宣布充气式减速器近地轨道飞行试验（英语：Low-Earth Orbit Flight Test of an Inflatable Decelerator）“完满成功”[516]。
- 11月18日，美国加利福尼亚北区联邦地区法院裁定前生物技术公司Theranos创办人伊丽莎白·霍姆斯犯欺诈罪，判处监禁11年零3个月[517]。
- 11月19日，科罗拉多州科罗拉多斯普林斯的一家同性恋酒吧举行纪念跨性別追悼日变装活动，期间爆发枪击案，造成5人死亡、25人受伤[518]。
- 11月22日，弗吉尼亚州切萨皮克一家沃尔玛超市爆发枪击案，31岁的夜班经理在卖场内的休息室朝员工开枪，造成6人死亡、4人受伤。枪手在警方到场前吞枪自杀[519]。
- 11月28日，茂纳洛亚火山自1984年以来首次爆发[520]
- 11月29日，誓言守护者头目斯图尔特·罗兹（英语：Stewart Rhodes）被联邦陪审团裁定在1月6日国会暴乱中共谋暴乱[521]。
- 11月30日，
  - 众议院民主党核心小组（英语：House Democratic Caucus）选举哈基姆·傑佛瑞出任民主党国会领导人，成为民主党史上首位非裔国会领导人。
  - 美联储主席傑羅姆·鮑威爾宣布于12月开始小幅加息后，市场反应积极，道琼斯在临近收盘时上涨500点[522]。
  - 威爾斯親王威廉和王妃凱薩琳访问波士顿，市长吳弭迎接[523]。

### 12月
- 12月2日，诺斯洛普·格鲁门公布新一代远程轰炸机B-21突襲者，为美军30年来首款轰炸机[524]。
- 12月5日，美国运输安全管理局将《真实身份法》的生效时间推迟到2025年5月[525]。
- 12月6日，特朗普集团的两家子公司被陪审团判定犯有税务欺诈及伪造业务记录罪[526]。
- 12月7日，拱心石输油管道因发生泄露被关闭[527]。
- 12月8日，此前因持有少量大麻油被莫斯科当局判刑9年的WNBA球员布里特妮·格里纳与毒枭维克托·布特换俘[528]。
- 12月9日，亚利桑那州参议员克里斯滕·希尼玛宣布离开民主党，改成无党籍[529]。
- 12月11日，
  - 洛杉矶第一位女市长凱倫·巴斯宣誓就任[530]。
  - 美国逮捕一名参与洛克比空难的嫌犯[531]。
- 12月12日，应美国当局要求，巴哈马政府引渡面临刑事指控的FTX创办人山姆·班克曼-弗里德[532]。
- 12月13日
  - 能源部宣布美国科学家首次实现可控核聚变的能量净正输出[533][534]。
  - 拜登政府签署《尊重婚姻法案》，将同性婚姻和异性婚姻列为同等保护对象[535]。
- 12月14日，美联储降息0.5%。新的联邦基金利率为4.4%[536]。
- 12月15日，肯塔基州最高法院否决向学校捐款可免税收的法律。外界认为此举破坏择校权（英语：school choice）[537]。
- 12月16日，
  - 拜登总统和国会同意额外为政府拨出一个星期的款项，以避免政府停摆[538]。
  - 运输安全管理局发布数据，称2022年全年没收的枪支创新高，高达约6600支[539]。
- 12月19日，1月6日委员会向司法部提供刑事指控建议，其中建议起诉前总统特朗普及其亲信煽动叛乱罪[540]。
- 12月20日，加利福尼亚州芬代尔发生6.4级地震，造成天然气管道泄露、停电、房屋倒塌[541]。
- 12月21日至27日，美国中西部和东北部发生严重暴风雪（英语：December 2022 North American winter storm），至少50人被冻死[542]。
- 12月22日，1月6日委员会发表国会暴动案的完整调查报告[543]。